# Сади (Познанський повіт)
Сади (пол. Sady) — село в Польщі, у гміні Тарново-Подґурне Познанського повіту Великопольського воєводства.
Населення — 1004 особи (2011).
У 1975-1998 роках село належало до Познанського воєводства.

## Демографія
Демографічна структура станом на 31 березня 2011 року:
|          | Загалом | Допрацездатний вік | Працездатний вік | Постпрацездатний вік |
| -------- | ------- | ------------------ | ---------------- | -------------------- |
| Чоловіки | 480     | 125                | 323              | 32                   |
| Жінки    | 524     | 123                | 329              | 72                   |
| Разом    | 1004    | 248                | 652              | 104                  |